# Eisenbahnknoten London

Karte der Londoner Kopfbahnhöfe inklusive wichtiger Fernbahnhöfe.

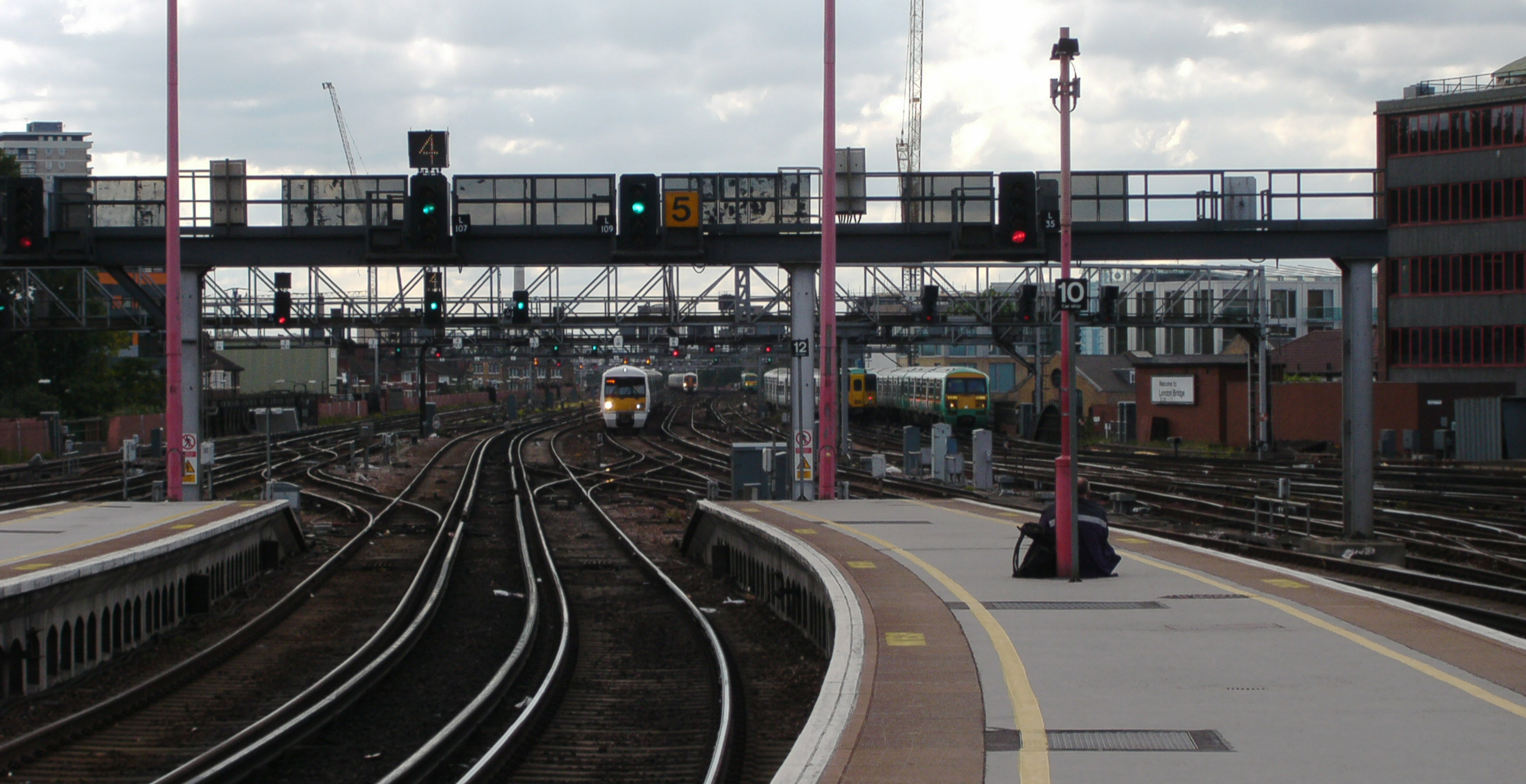
Bahnhof London Bridge, Ausfahrt Richtung Osten mit Zügen von South Eastern (links) und Southern (rechts)

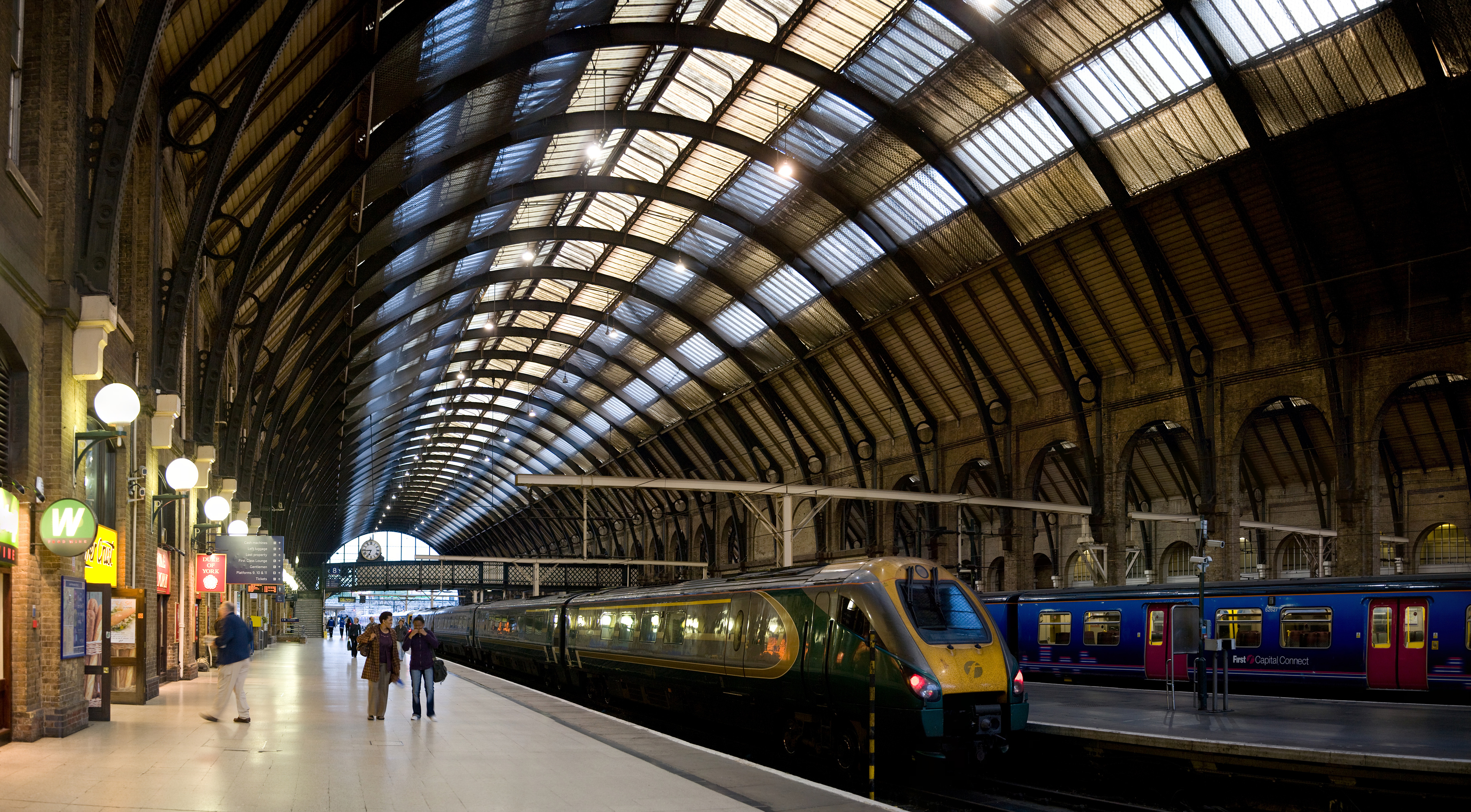
Ein Zug der Great North Eastern Railway (GNER) im Bahnhof King’s Cross

Die britische Hauptstadt London ist trotz der geografischen Randlage auf der Insel der wichtigste Eisenbahnknoten des Landes. Fast alle Züge mit Ziel London enden in Bahnhöfen rund um die Innenstadt. Die meisten dieser Bahnhöfe werden durch das halbstaatliche Infrastrukturunternehmen Network Rail verwaltet, während die Züge von privaten Gesellschaften angeboten werden (siehe Liste von Eisenbahngesellschaften im Vereinigten Königreich). Neun der zehn größten Personenbahnhöfe des Landes befinden sich in London.

## Bahnhöfe im Stadtzentrum
Im Rahmen einer tariflichen Gleichstellung werden Fahrkarten zum Normalpreis in der Regel von/nach den „London Terminals“ ausgestellt und nicht zu einem bestimmten Bahnhof innerhalb Londons. Die nachfolgende Tabelle enthält jene 18 Bahnhöfe, die zu dieser Tarifgruppe gehören:
| Bahnhof          | Foto | Standort            | Management         | Bahngesellschaften                                                        | Nationale Linien                                      | Ziele                                                                                   | Fahrgäste 2010/11 in Mio. | Fahrgäste 2011/12 in Mio. | Eröffnet | Gleise | Layout1 |
| ---------------- | ---- | ------------------- | ------------------ | ------------------------------------------------------------------------- | ----------------------------------------------------- | --------------------------------------------------------------------------------------- | ------------------------- | ------------------------- | -------- | ------ | ------- |
| Blackfriars      |      | City of London      | Govia              | Govia Thameslink Southeastern                                             | Thameslink                                            | Nördliche und südliche Satellitenstädte von London                                      | 12,708                    | 12,791                    | 1886     | 04     | K/D     |
| Cannon Street    |      | City of London      | Network Rail       | Southeastern                                                              | South Eastern Main Line                               | Südöstliche Satellitenstädte von London Kent                                            | 20,528                    | 20,152                    | 1866     | 07     | K       |
| Charing Cross    |      | City of Westminster | Network Rail       | Southeastern                                                              | South Eastern Main Line                               | Südöstliche Satellitenstädte von London Kent                                            | 37,222                    | 38,005                    | 1864     | 06     | K       |
| City Thameslink  |      | City of London      | Govia Thameslink   | Govia Thameslink Southeastern                                             | Thameslink                                            | Nördliche und südliche Satellitenstädte von London                                      | 05,346                    | 05,573                    | 1988     | 02     | D       |
| Euston           |      | Camden              | Network Rail       | Virgin Trains London Overground Serco (Caledonian Sleeper) London Midland | West Coast Main Line Watford DC Line                  | West Midlands Nordwestengland Nordwales Schottland Holyhead für Fähren nach Irland      | 34,073                    | 36,609                    | 1837     | 18     | K       |
| Fenchurch Street |      | City of London      | Network Rail       | c2c                                                                       | London, Tilbury and Southend Railway                  | Nordöstliche Satellitenstädte von London                                                | 16,675                    | 17,021                    | 1841     | 04     | K       |
| King’s Cross     |      | Camden              | Network Rail       | East Coast Grand Central Railway First Hull Trains Govia Great Northern   | East Coast Main Line                                  | East Anglia East Midlands Yorkshire Nordostengland Schottland                           | 26,255                    | 27,875                    | 1852     | 12     | K       |
| Liverpool Street |      | City of London      | Network Rail       | Abellio Greater Anglia c2c Elizabeth line Stansted Express                | Great Eastern Main Line                               | London Stansted Airport East Anglia Östliche und westliche Satellitenstädte von London  | 55,769                    | 57,107                    | 1874     | 18     | K       |
| London Bridge    |      | Southwark           | Network Rail       | Southeastern Southern Govia Thameslink                                    | Brighton Main Line South Eastern Main Line Thameslink | Kent Südostengland                                                                      | 51,478                    | 52,634                    | 1836     | 15     | K/D     |
| Marylebone       |      | City of Westminster | Chiltern Railways  | Chiltern Railways                                                         | Chiltern Main Line                                    | Oxfordshire Midlands                                                                    | 13,200                    | 14,410                    | 1899     | 06     | K       |
| Moorgate         |      | City of London      | London Underground | Govia Great Northern                                                      | Northern City Line Thameslink                         | Nördliche Satellitenstädte von London                                                   | 07,187                    | 07,860                    | 1865     | 10     | K       |
| Old Street       |      | Islington           | London Underground | Govia Great Northern                                                      | Northern City Line                                    | Nördliche Satellitenstädte von London                                                   | 01,425                    | 01,337                    | 1901     | 4      | D       |
| Paddington       |      | City of Westminster | Network Rail       | Elizabeth line Great Western Railway Heathrow Express Heathrow Connect    | Great Western Main Line                               | Westliche Satellitenstädte von London Flughafen London Heathrow Südwestengland Südwales | 32,200                    | 33,737                    | 1854     | 14     | K       |
| St Pancras       |      | Camden              | Network Rail       | East Midlands Trains Eurostar Govia Thameslink Southeastern               | High Speed 1 Midland Main Line Thameslink             | East Midlands Hochgeschwindigkeitszüge nach Südostengland Frankreich Belgien            | 22,032                    | 22,996                    | 1868     | 15     | K       |
| Vauxhall         |      | Lambeth             | South West Trains  | South West Trains                                                         | South Western Main Line                               | Südwestliche Satellitenstädte von London                                                | 16,531                    | 18,158                    | 1848     | 08     | D       |
| Victoria         |      | City of Westminster | Network Rail       | Southeastern Southern                                                     | Brighton Main Line Chatham Main Line Gatwick Express  | Flughafen London Gatwick Südostengland                                                  | 73,573                    | 76,231                    | 1860     | 19     | K       |
| Waterloo         |      | Lambeth             | Network Rail       | South West Trains                                                         | South Western Main Line                               | Südwestliche Satellitenstädte von London Die Südküste                                   | 91,750                    | 94,046                    | 1848     | 19     | K       |
| Waterloo East    |      | Lambeth             | Southeastern       | Southeastern                                                              | South Eastern Main Line                               | Südöstliche Satellitenstädte von London Kent                                            | 06,638                    | 06,653                    | 1869     | 4      | D       |

Anmerkung
1 D = Mittel- oder Seitenbahnsteige (Durchgangsgleise), K = Kopfbahnsteige

## Frühere Bahnhöfe der Tarifgruppe
Die nachfolgenden Bahnhöfe gehörten einst ebenfalls zu den „London Terminals“:
- Broad Street: 1865 eröffnet, 1986 stillgelegt und anschließend abgerissen
- Holborn Viaduct: 1874 eröffnet, 1990 stillgelegt
- King’s Cross Thameslink: 1863 eröffnet, 2007 stillgelegt

## Historische Entwicklung

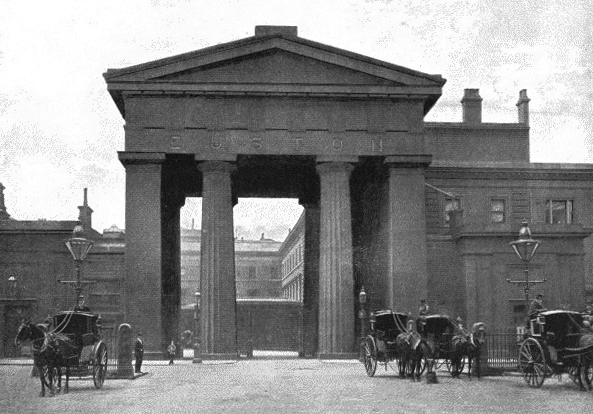
Euston Arch, der ursprüngliche Eingang zum Bahnhof London Euston (Foto von 1896)

Wie in den meisten anderen europäischen Großstädten endeten auch in London die von privaten Bahngesellschaften gebauten und betriebenen Bahnlinien ab 1836 zunächst in Kopfbahnhöfen am Rand der Innenstadt. Für die von Süden nach London kommenden Bahnen war die Themse eine große Barriere, die erst 1862, 1864 und 1866 mit dem Bau von vier Eisenbahnbrücken überwunden wurde. Schon sehr früh wurden in London Pläne zur unterirdischen Durchquerung der Innenstadt entwickelt und mit der 1863 erfolgten Inbetriebnahme der ersten Strecke der Metropolitan Railway realisiert, um die Kopfbahnhöfe miteinander zu verbinden und um in die Innenstadt zu gelangen.
In der Zeit der Großen Vier (The Big Four), der vier großen Bahngesellschaften von Anfang 1923 bis Ende 1947 verkehrten die wichtigsten Fernzüge von folgenden Londoner Bahnhöfen:
- LMS – London, Midland and Scottish Railway: von Euston und St. Pancras u. a. nach Manchester und Glasgow
- LNER – London and North Eastern Railway: von Kings Cross u. a. nach York und Edinburgh
- SR – Southern Railway: von Victoria und Waterloo u. a. nach Brighton, Dover, Southampton und Bournemouth (zum Teil mit Pullman-Wagen über Kanalfähren nach Paris)
- GWR – Great Western Railway: von Paddington u. a. nach Bristol

## Weitere Bahnhöfe im Raum London
Der Bahnhof Clapham Junction im südwestlichen Stadtteil Wandsworth ist außerhalb Großbritanniens zwar relativ unbekannt, ist aber mit 2000 Zugbewegungen täglich der – nach Zürich HB – zweitmeistbefahrene Bahnhof Europas. Durch ihn fahren sowohl Züge aus den Bahnhöfen Victoria und Waterloo als auch Züge aus der westlichen Umgehungslinie.
Größter Güterbahnhof des Eisenbahnknotens London ist Wembley Yard an der Strecke nach Nordwestengland über Rugby.
Einen Überblick über sämtliche Bahnhöfe im Gebiet Greater London (rund 320) bietet die Liste der Bahnhöfe in London. Die Stationen der London Underground sind in der Liste der Stationen der London Underground enthalten.